# Bundesstraße 446
Die Bundesstraße 446 (Abkürzung: B 446) liegt im südlichen Niedersachsen und läuft von Hardegsen nach Duderstadt.

## Verlauf
Die B 446 beginnt östlich der Stadt Hardegsen als Verlängerung der B 241, welche dort in nördliche Richtung abknickt. Nach ca. vier Kilometern kreuzt sie zunächst die Autobahn 7 an der Anschlussstelle Nörten-Hardenberg und nach einem weiteren Kilometer die B 3. Sie durchquert den Flecken Nörten-Hardenberg und führt weiter in südöstlicher Richtung nach Ebergötzen.
Bei der Ortsumgehung Ebergötzen trifft die B 446 auf die B 27, mit der sie ca. zwei Kilometer gemeinsam in nordöstliche Richtung verläuft, bevor sie dann wieder in südöstliche Richtung abzweigt. Im weiteren Verlauf umfährt die B 446 die Orte Seeburg, Seulingen,  Esplingerode und Westerode endet schließlich in Duderstadt an der B 247.
Von einem Parkplatz südlich von Seeburg lässt sich der Seeburger See mit seinem Umland und Harz weitreichend überblicken.
Die Gesamtlänge der B 446 beträgt ca. 38 Kilometer.